# Contea di Binyang
La contea di Binyang (宾阳县S, Bīnyáng XiànP) è una contea della Cina, situata nella regione autonoma di Guangxi e amministrata dalla prefettura di Nanning.